# همه چیز درباره بنجامین‌ها
همه چیز دربارهٔ بنجامین‌ها (به انگلیسی: All About the Benjamins) یک فیلم اکشن-کمدی آمریکایی محصول سال ۲۰۰۲ به کارگردانی کوین بری، با بازی آیس کیوب و مایک اپس در نقش یک شکارچی جایزه و یک کلاهبردار است که برای یافتن گروهی از سارقان الماس متحد می‌شوند؛ اولی برای افتخار و دومی. برای بازیابی یک بلیط بخت آزمایی این فیلم در مارس ۲۰۰۲ در سینماها اکران شد و نقدهای منفی دریافت کرد. با وجود این، این فیلم در باکس آفیس عملکرد متوسطی داشت.

## بازخوردها
فیلم همه چیز دربارهٔ بنجامین‌ها به‌طور کلی نقدهای متفاوتی از منتقدان دریافت کرد. در راتن تومیتوز، بر اساس ۷۵ بررسی، با میانگین امتیاز ۴٫۴ از ۱۰، دارای ۳۱ درصد تأییدیه است. اجماع سایت بیان می‌کند که این فیلم «یک کمدی اکشن شلخته و ضعیف با کارگردانی ضعیف» است و «بیش از حد مشتق شده و بی‌جهت خشونت آمیز است». در متاکریتیک، این فیلم بر اساس ۲۶ منتقد، امتیاز ۳۴ از ۱۰۰ را کسب کرده‌است که نشان‌دهنده «بررسی‌های عموماً نامطلوب» است.
اد گونزالس از مجله اسلنت نوشت: «فیلم همزمان با سوت سگ ساعت شلوغی و تستوسترون بیش از حد پسران بد را در بر می‌گیرد و نتیجه آن نگاهی پوچ و گاهی ظریف به رهایی فرهنگی از طریق پول است.